# Karl Geib

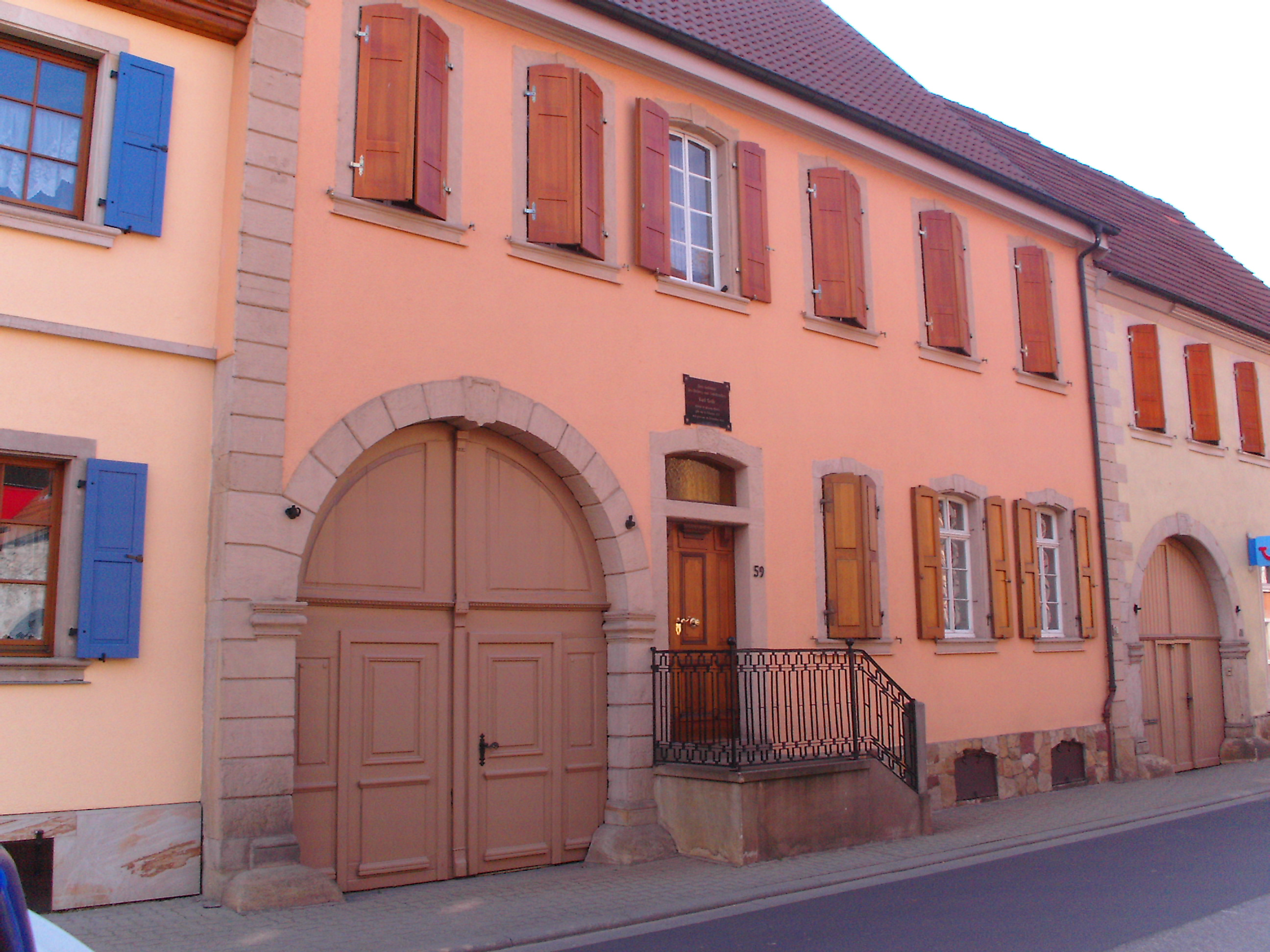
Denkmalgeschütztes Geburtshaus von Karl Geib in Lambsheim, Hauptstrasse 59

Karl Geib (* 16. Februar 1777 in Lambsheim; † 19. Dezember 1852 ebenda) war ein Schriftsteller zur Zeit der Romantik, welcher sowohl für seine Poesie- und Prosatexte bekannt war als auch für seine Reisehandbücher.

## Familie
Karl Geib war ein Sohn des Schafzüchters und Wollhändlers Johann Heinrich Valentin Geib (1743–1817), der ab 1789 als Bürgermeister von Lambsheim amtierte, und dessen Ehefrau Sabine, geb. Koob. Sein Bruder war der Gutsbesitzer Georg Valentin Geib (1775–1870), Vater der Juristen Karl Gustav Geib und Ferdinand Geib. Karl Geib heiratete im Alter von 58 Jahren Karolina vom Stein.

## Leben
Geib studierte ab 1796 Jura in Jena und Heidelberg, beschäftigte sich aber auch schon da mit klassischen Dichtern und wurde selbst dichterisch tätig. Nach dem Studium arbeitete er zunächst im rechtlichen Bereich, dann aber als Offizier ab 1804. Er trat ins französische Heer ein und war im Zuge dessen auch in Frankreich unterwegs, 1805 beispielsweise in Bologne. Nach dem Austritt aus dem Heer 1814 kehrte er nach Lambsheim zurück und widmete sich dem Schreiben von Poesie und Prosa. Er schrieb für den von Aloys Schreiber herausgegebenen Almanach „Cornelia“ den poetischen Teil und außerdem einige Reisebücher.

## Werke
- Kleine Gemählde aus dem Feldzuge des Jahrs 1794 und 95 und Zwei Grabinschriften. In: Niederrheinische Blätter für Belehrung und Unterhaltung, Dortmund, 1. Band, 1801/02, 2. Quartal, S. 383–391 und 391–392.

- Die Volkssagen des Rheinlandes. 2 Bände, Engelmann, Heidelberg 1828-1836 urn:nbn:de:hbz:061:1-76847
  - 1. Band, UT: In Romanzen und Balladen. urn:nbn:de:hbz:061:1-76828
  - 2. Band, UT: In Romanzen, Balladen und poetischen Erzählungen. urn:nbn:de:hbz:061:1-76800

- Gedichte. 2 Bände, Speyer 1830, 1+2

- Handbuch der griechischen und römischen Mythologie. Erlangen 1832

- Die Sagen und Geschichten des Rheinlandes. Mannheim 1836

- Malerische Wanderungen am Rhein von Constanz bis Cöln : nebst Ausflügen nach dem Schwarzwald, der Bergstrasse und den Bädern des Taunus. Creuzbauer, Carlsruhe urn:nbn:de:hbz:061:1-76831
  - 1. Malerische Wanderung am Bodensee und an den Ufern des Rheins von Constanz bis Basel. 1838 urn:nbn:de:hbz:061:1-76867
  - 2. Malerische Wanderungen auf der Bergstrasse und durch einen Theil des Schwarzwaldes von Basel bis in die Gegend von Strassburg, nach dem Murgthale und der rheinischen Pfalz. 1838 urn:nbn:de:hbz:061:1-76761
  - 3. Malerische Wanderungen am Rhein von Mainz bis Cöln, mit einem Ausfluge nach den Bädern des Taunus. 1838 urn:nbn:de:hbz:061:1-76798

- Taschenbuch der Rhein-Reise von Straßburg nach Düsseldorf mit Ausflügen in die benachbarten Städte : mit einer Karte des Rheinlaufs. Hoff, Mannheim 1841 urn:nbn:de:hbz:061:1-76230

- Das Reise-Handbuch durch alle Theile der Königl. Bayerischen Pfalz in localer und historischer Beziehung. Mit Ausflügen in die K. Preußischen und G. H. Hessischen Lande auf dem linken Rheinufer, und einem Anhange romantischer Sagen und Geschichten aus der Pfalz und den Nahegegenden. Zweibrücken 1841

- Theorie der Dichtungsarten: Nebst einem Anhange über Rhetorik. Mannheim 1846

- Beiträge in: Badisches Sagen-Buch. 2. Band. Karlsruhe: Creuzbauer und Kasper, 1846
  - Ritter Staufenberg, S. 23–32
  - Der Michaelsberg, S. 599–601

## Sekundärliteratur
- Heinrich Gerhard ; Wilhelm Küstner: Der Dichter und Schriftsteller Karl Geib und die Familie Geib von Lambsheim : ein Gedenk- u. Erinnerungsblatt zum 50. Todestage des Dichters Karl Geib. Albeck, Frankenthal 1902 urn:nbn:de:hbz:061:1-76776
- Karl Geib. In: Viktor Carl: Lexikon der Pfälzer Persönlichkeiten. Hennig, Edenkoben 1998.